# Alcubilla de Avellaneda
Alcubilla de Avellaneda é um município da Espanha na província de Sória, comunidade autónoma de Castela e Leão, de área 60,35 km² com população de 195 habitantes (2004) e densidade populacional de 3,23 hab/km².

## Demografia
| Variação demográfica do município entre 1991 e 2004 | Variação demográfica do município entre 1991 e 2004 | Variação demográfica do município entre 1991 e 2004 | Variação demográfica do município entre 1991 e 2004 |
| --------------------------------------------------- | --------------------------------------------------- | --------------------------------------------------- | --------------------------------------------------- |
| 1991                                                | 1996                                                | 2001                                                | 2004                                                |
| 268                                                 | 238                                                 | 213                                                 | 195                                                 |